# Leslie Castle

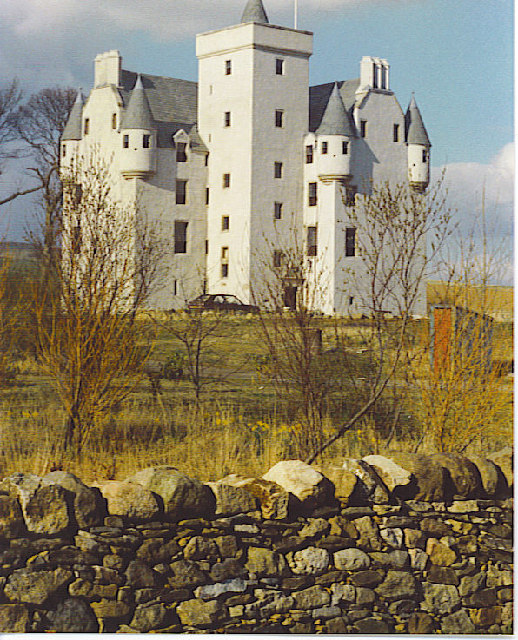
Leslie Castle

Leslie Castle ist ein Tower House direkt westlich des Dorfes Auchleven, etwa 45 km nordwestlich von Aberdeen in der schottischen Council Area Aberdeenshire.

## Geschichte
Leslie Castle wurde um 1661 an der Stelle einer früheren Burg errichtet, vermutlich einer hölzernen Motte. Es gilt als „das letzte befestigte Haus in Schottland“.
In den 1970er-Jahren wurde mit der Renovierung des Schlosses begonnen und in den 1980er-Jahren wurde sie abgeschlossen. 1995 fand eine Versammlung des Clan Leslie auf dem Schloss statt. Heute dient Leslie Castle als Frühstückspension.
Historic Scotland hat Leslie Castle als historisches Bauwerk der Kategorie B gelistet.

## Beschreibung
Die Basis des Schlosses war ein Tower House mit L-förmigem Grundriss, das mit Ecktürmchen versehen wurde. Es hat drei Vollgeschosse und ein Dachgeschoss. Zum Zeitpunkt der Listung 1972 wurde es als ruinös mit eingestürzten Decken beschrieben.